# Тихоокеанский симфонический оркестр
Тихоокеанский симфонический оркестр (англ. Pacific Symphony) — американский симфонический оркестр, базирующийся в округе Ориндж штата Калифорния. Первоначально располагался в городе Фуллертоне, проводя также регулярные концерты в городе Санта-Ана; с 1986 года основной концертный зал оркестра находится в городе Коста-Меса, летние концерты с 1987 года проходят в городе Ирвайне.
Оркестр был основан в 1978 году дирижёром Китом Кларком и дал свой первый концерт в декабре 1979 года. В конце 1980-х годов, однако, по экономическим и творческим причинам отношения между Кларком и менеджментом оркестра (а также музыкальной критикой) предельно обострились, так что в итоге официальный сайт коллектива не содержит никаких упоминаний о его основателе.
Под руководством Карла Сент-Клера оркестр прошёл многолетнюю школу. В сезоне 2005/2006 годов он впервые выступил на самой престижной концертной площадке Калифорнии — в Концертном зале имени Уолта Диснея, в том же году провёл первые европейские гастроли. 
В программе оркестра важное место занимает музыка новейших американских композиторов. В дискографии оркестра можно выделить известное сочинение Тору Такэмицу «Из меня истекает то, что вы зовёте временем» для ансамбля ударных и оркестра.

## Музыкальные руководители
- Кит Кларк (1979—1988)
- Казимеж Корд (1989—1990, главный приглашённый дирижёр)
- Карл Сент-Клер (с 1990 года)